# خبر ورزشی
خبر ورزشی یک روزنامه ورزشی چاپ تهران و وابسته به وزارت فرهنگ و ارشاد اسلامی است. این روزنامه در سال ۱۳۷۶ توسط حسین واحدی‌پور و ناصر احمدپور پایه‌ریزی شد و تا پایان فروردین ۱۳۹۶ بیش از ۵۷۰۰ شماره از آن منتشر شده است. خبر ورزشی در سال ۱۳۸۷ حدود ۳۱۰ نفر پرسنل داشت. در رتبه‌بندی روزنامه‌های ایران سال ۱۳۹۵ این روزنامه و رسانه وابسته به وزارت فرهنگ و ارشاد اسلامی، در رتبه اول روزنامه‌های ورزشی ایران، رتبه دوم روزنامه‌های دولتی کشور و رتبه پنجم روزنامه ها را داراست.

## تیراژ
بنا بر برخی منابع، خبر ورزشی «پرتیراژترین روزنامه ورزشی ایران و پرتیراژترین روزنامه بخش خصوصی ایران» است و دکه‌داران از فروش بالای آن خبر می‌دهند که در دوران شکوفایی رسانه‌های کاغذی تیراژ ۳۲۰هزار نسخه‌ای را هم تجربه کرده. بر اساس مطالعه‌ای که در سال ۱۳۹۳ در تهران انجام شد، این روزنامه کماکان با فاصله زیادی پرخواننده‌ترین روزنامه ورزشی شهر و بعد از روزنامه همشهری دومین فروش در بین تمامی روزنامه‌ها را دارد.

## تیترهای جنجالی
تیترهای جنجالی و طنز نقش چشمگیری در محبوبیت خبر ورزشی داشته؛ «مایلی‌کهن نه نگو برو»، «خدا را شکر مایلی‌کهن رفت»، «کتک‌کاری استیلی و منصوریان در تیم ملی»، «دلیل باخت از الغرافه؛ ساق‌های خسته یا تفکرات بسته»، «دستگیری بازیکن تیم ملی به جرم قاچاق کالا»، «افسوس ایویچ دیر رفت»، «تیم‌ملی به کشک بادمجان باخت»، «فوتبال لباس رزم پوشید» و … از این جمله‌اند.

## تاریخچه
خبر ورزشی ابتدا یک ویژه‌نامه ۴ صفحه‌ای بود که اوایل سال ۱۳۷۶ در دل روزنامه خبر منتشر می‌شد. ناصر احمدپور که آن زمان دبیر سرویس ورزشی روزنامه خبر بود، هر سه‌شنبه ۴ صفحه ویژه‌نامه ورزشی به عنوان ضمیمه روزنامه خبر منتشر کرد که خیلی زود جای خود را در دل مخاطبان ورزش باز کرد. باتوجه به استقبال مخاطب،  احمدپور به حسین واحدی‌پور صاحب‌امتیاز و مدیرمسئول روزنامه پیشنهاد کرد خبر ورزشی به شکل روزنامه‌ای مستقل منتشر شود. با پیگیری واحدی‌پور خیلی زود (سه‌ماهه) امتیاز روزنامه‌ای به نام خبر ورزشی صادر و از مهرماه سال ۱۳۷۶ به صورت پیش‌شماره هفتگی، سپس یک‌روز در میان و از ۶ آذر به صورت روزانه منتشر شد؛ روزنامه‌ای دو رنگ با تصاویر سیاه و سفید که پر بود از اخبار کوتاه و جنجالی که بعدها به ۸ و سپس ۱۲ صفحه افزایش یافت و هم‌اکنون در همین حجم روانه دکه‌ها می‌شود.
در آخرین روز سال ۱۳۸۶، انتشار این روزنامه با تصمیم غلامحسین واحدی‌پور صاحب امتیاز آن متوقف شد و در شرایطی که در روزهای ابتدایی سال جدید منتشر نشده بود، در ابتدای سال ۱۳۸۷ روزنامه‌ای با نام جعلی صبح ورزش چاپ شد. در ۱۹ فروردین روزنامه صبح ورزش لغو مجوز شد. روزنامه خبرورزشی با استفاده از اکثریت کادر فنی و تحریریه سابق از ۱۷ فروردین ۱۳۸۷ انتشار خود را از سر گرفت.

### سردبیری
تعداد روزنامه‌نگارانی که تحریریه خبر ورزشی را اداره کرده‌اند به تعداد انگشتان یک دست است. اولین سردبیر خبر ورزشی، یکی از دو مؤسس این روزنامه و صاحب اصلی طرح انتشار روزنامه‌ای با رویه کوتاه‌نویسی بود؛  ناصر احمدپور که دو دوره سردبیری خبر ورزشی را برعهده داشت و هر دو دوره طلایی این روزنامه به مقطع سردبیری او برمی‌گردد. ناصر احمدپور مقطع نخست از شماره اول تا اواخر فروردین ماه سال ۱۳۸۲ سردبیر خبر ورزشی بود. بعد از خداحافظی احمدپور، عباس عبدالملکی تا آخرین روز سال ۱۳۸۶ و به مدت ۵ سال سردبیری خبر ورزشی را برعهده داشت تا این که از ابتدای سال ۱۳۸۷ دوباره ناصر احمدپور سردبیر خبر ورزشی شد.  
بازگشت احمدپور با افزایش چشمگیر مخاطبان روزنامه همراه بود ولی این بار همکاری سردبیر با روزنامه یک سال هم دوام نداشت و طرفین پس از یازده ماه همکاری‌شان را قطع کردند تا سردبیری به سعید آجورلو برسد. اواسط سال ۱۳۸۸ آجورلو جای خود را به علی جوادی داد که از مجریان ورزشی تلویزیون و روزنامه‌نگاران جوان و در عین حال باتجربه عرصه ورزش بود. جوادی تا روزهای پایانی سال ۱۳۹۴ سردبیر خبر ورزشی بود اما پس از ۶ سال و ۶ ماه سردبیری خبر ورزشی، استعفای خود را تقدیم کرد تا مهدی هژبری، از روزنامه‌نگاران قدیمی خبر ورزشی و معاون علی جوادی سرپرستی تحریریه خبر ورزشی را برعهده بگیرد. 
با تغییر مدیر مسوولی به  کیوان مافی در سال ۹۸، علی جوادی از اردیبهشت ۱۳۹۹ دوباره به سردبیری خبرورزشی بازگشت.
از اواخر سال ۱۳۹۹ خبرورزشی تلاش کرد تا نسخه آنلاین خود را بهبود دهد و با همکاری رضا یغمایی به عنوان سردبیر سایت توانست سایت خبرورزشی را پربار تر و پویا تر کند و به آمار بازدید روزانه بیش از یک میلیون صفحه دست پیدا کند.
در سال 1401 فرهاد اشراقی بعنوان مدیر مسئول و سر دبیر روزنامه خبر ورزشی انتخاب شد.
رتبه الکسا خبرورزشی بایگانی‌شده  در ۲۵ سپتامبر ۲۰۲۱ توسط Wayback Machine

## شبکه اجتماعی
- اینستاگرام